# Parc naturel régional du fleuve Ofanto
La parc naturel régional du fleuve Ofanto (en italien : Parco naturale regionale Fiume Ofanto) est une réserve naturelle créée le 14 décembre 2007 dans la région des Pouilles,.

## Territoire
La réserve s'étend dans le bassin du fleuve côtier Ofanto. Elle est située dans les communes de Canosa di Puglia, Rocchetta Sant'Antonio, San Ferdinando di Puglia, Candela, Ascoli Satriano, Cerignola, Margherita di Savoia, Barletta, Spinazzola, Minervino Murge, Trinitapoli, dans la province de Barletta-Andria-Trani, et occupe une superficie de 24 883 ha.
On y trouve le site archéologique de la ville antique de Cannae.

## Flore
Dans la première partie de son cours, le fleuve traverse un territoire dans lequel prédominent les espèces subméditerranéennes, constituées principalement de feuillus à feuilles caduques, dans lequel prédominent les chênes (le chêne pubescent, le chêne de Turquie, le chêne vert), saules, frênes et aulnes.
Dans la partie inférieure de son cours, le fleuve ralentit son cours et les bois, de plus en plus clairsemés, cèdent la place à une végétation riveraine, où l'on trouve du peuplier blanc, du peuplier noir, des saules et des ormes ainsi que des roselières denses et de plantes marécageuses qui occupent les rives de la rivière.
La végétation côtière, près de l'embouchure, où la salinité de l'eau et les stagnations d'eau, ont permis le peuplement des steppes salées méditerranéennes.

## Faune

Salamandrina terdigitata.

L'Ofanto abrite la seule population viable des Pouilles de l'un des mammifères les plus menacés au niveau national, la loutre d'Europe. Parmi la faune aquatique, l'un des éléments les plus importants est l'ablette des Apennins ou ablette du sud (Alburnus albidus), c'est une espèce endémique considérée comme en péril.
Parmi les reptiles et amphibiens, on trouve la couleuvre Elaphe quatuorlineata et la tortue Cistude, ainsi que la Salamandrina terdigitata, le plus petit amphibien endémique du sud de l'Italie.
Concernant l'avifaune, on note le faucon lanier, le petit Gravelot, le Milan noir et la cigogne noire.